# Иван Јевтић
Иван Јевтић (Београд, 29. април 1947) српски је композитор и академик.

## Биографија
Завршио је основне студије композиције 1971. године и магистарске 1973. у класи Станојла Рајичића, на Факултету музичке уметности Универзитета уметности у Београду. Усавршавао се на Конзерваторијуму у Паризу 1973. године у класи композитора и профeсора Оливијеа Месијана, на студијама клавирa Ecole Normale de musique „Alfred Cortot” у класи Душана Тадића где је дипломирао 1975. године и на Високој школи за музику у Бечу у класи композитора и професора Алфреда Ула. За члана ван радног састава Српске академије науке и уметности је изабран 30. октобра 2003. године, за дописног члана 2. јуна 2005, а за редовног 1. новембра 2012. године.
Његова дела публикују један швајцарски и три француска музичка издавача (објављено је 65 партитура), записи његових композиција су објављени у седам земаља. Ауторске концерте је имао у Бечу 1978, Паризу 1979, 1993. и 2003. и у Београду 1991, 1993, 1996, 2003. и 2013. Дела су му извођена на фестивалима, међународним такмичењима, као и на редовном концертном репертоару. Концерте је посветио бројним инструментима: клавиру (три дела — 1971, 1985, 1991), труби (два дела — 1973, 1986), пиколо труби (1985, 1991), хорни (1993, 1994), туби (1992), флаути (са клавиром и гудачким оркестром 1975, други 1999), виоли (1984), виолончелу (1982, 1995) и виолини (1986). Дивертименто за два виолончела и гудаче је компоновао 1997. године и премијерно извео у Бразилу 14. септембра 1999, посвећен Конзерваторијуму Државног универзитета у Пелотасу. Београдска премијера је одржана 2000. године на отварању девете Трибине композитора.

## Награде
- Октобарска студентска награда (1971)[1]
- Прва награда за композицију у Верчелију, Италија (1972)[1]
- Велика нагрaда за стваралаштво „Теодор Кернер”, Беч (1981)[1]
- Награда Стеван Мокрањац (1999)[2][3]
- Мокрањчева награда (2000)[1]
- Награда Вукове задужбине (2006)[1][2]
- Вукова награда (2011)[1]
- Награде као стални члан Удружења композитора Србије[1]
- Награда „Цвет у камену” (2022)[4]

## Композиције

### Симфонијска музика
- Прва симфонија (1971)
- Уздах земље (1976)
- Задужбине Косова (1989)
- Кад седми анђео затруби (1994)
- Изгон (2000)
- Свечана увертира (2003, поруџбина Бемуса)

### Камерна музика
- Три гудачка квартета (1970, 1974, 1980)
- Прва композиција намењен виолончелу (1979, награђена у Верчелију)
- Друга соната за виолончело и клавир
- Метаморфозе за два виолончела
- Прекинуте мелодије
- Клавирски трио (1977)
- Соната за виолину и клавир
- Соната за обоу и клавир (1993)

### Музичка сцена
- Маска црвене смрти (1978)
- Ла тартане за сопран и клавир (1982)
- Туга у камену за алт, виолончело и четири тимпана (1991)
- Камена успаванка
- Крхотине леда
- Без наде
- Нарциса – Муликин
- Седам лирских кругова Момчила Настасијевића